# Leopoldyna Naudet
Leopoldyna Naudet (ur. 31 maja 1773 we Florencji, zm. 17 sierpnia 1834 w Weronie) – włoska założycielka zgromadzenia Sióstr od Świętej Rodziny, błogosławiona Kościoła katolickiego.

## Życiorys
Leopoldyna Naudet urodziła się 31 maja 1773 roku. Jej matka była Niemką, a ojciec Francuzem. W 1783 roku wyjechała wraz z siostrą Luizą do Francji w celu kontynuacji studiów w kolegium Matki Bożej Soissons. Założyła zgromadzenie Sióstr od Świętej Rodziny z Werony, które 20 grudnia 1833 roku uzyskało aprobatę papieża Grzegorza XVI. Zmarła 17 sierpnia 1834 roku, a w 1958 roku jej ciało przeniesiono do kaplicy macierzystego domu w Weronie.
21 grudnia 2016 papież Franciszek ogłosił dekret o heroiczności jej cnót. O jej życiu została wydana książka pt. Leopoldina Naudet. Sette stanze e un'ouverture z autorstwa  Cristiny Simonelli. 29 kwietnia 2017 podczas uroczystej eucharystii w bazylice św. Anastazji w Weronie, kard. Angelo Amato (w imieniu papieża Franciszka) dokonał beatyfikacji Leopoldyny Naudet.